# Folk Songs (Berio)
 (juin 2014).
Si vous disposez d'ouvrages ou d'articles de référence ou si vous connaissez des sites web de qualité traitant du thème abordé ici, merci de compléter l'article en donnant les références utiles à sa vérifiabilité et en les liant à la section « Notes et références ».
Folk Songs est un cycle de mélodies du compositeur italien Luciano Berio composé en 1964. Il contient des arrangements de musique populaire de plusieurs pays ainsi que d'autres chansons, formant « un tribut à l'extraordinaire sens artistique » de la chanteuse américaine Cathy Berberian, une spécialiste de la musique de Berio. La partition est écrite pour voix, flûte (aussi piccolo), clarinette, harpe, alto, violoncelle et percussion (deux instrumentistes). Le compositeur a arrangé ce cycle pour grand orchestre en 1973.

## Historique
Le cycle Folk Songs a été commandé par le Mills College en Californie et créé en 1964 par un orchestre de chambre dirigé par Berio avec Berberian comme soprano soliste. À l'époque de la création, le mariage Berberian–Berio était proche de la fin, mais leur partenariat artistique continuait; ils collaborèrent après cela sur des œuvres comme la Sequenza III, Visage et Recital I (for Cathy).

## Berio et la chanson populaire
Berio a un attachement émotionnel à la chanson populaire : il a une fois déclaré « Quand je travaille avec cette musique, je suis toujours surpris par le plaisir de la découverte. » D'autres compositions ultérieures de Berio incorporèrent des chansons populaires : Cries of London, Coro et Voci, Folk Songs II, entre autres.

## Liste des chansons
1. Black Is the Colour (of My True Love's Hair) (USA)
2. I Wonder as I Wander (USA)
3. Loosin yelav (Arménie)
4. Rossignolet du bois (Auvergne
 Languedoc, France)
5. A la femminisca (Sicile, Italie)
6. La donna ideale, (Ligurie, Italie)
7. Ballo (Italie)
8. Motettu de tristura (Sardaigne)
9. Malorous qu'o un fenno (Auvergne, France)
10. Lo Fiolairé (Auvergne, France)
11. Azerbaijan Love Song (Azerbaïdjan)